# كارلوس أماريا
كارلوس أريسيو أمادريا ديماركي (بالإسبانية: Carlos Arecio Amarilla Demarqui)‏ (مواليد 26 أكتوبر 1970) حكم كرة قدم باراغواياني. بدأ مسيرته التحكيمية في سنة 1997 ثم أصبح حكما دوليا من قبل الاتحاد الدولي لكرة القدم وشارك في إدارة بعض مباريات بطولة كأس العالم لكرة القدم 2006. 

## روابط خارجية
- كارلوس أماريا على موقع Soccerway.com (الإنجليزية)